# Angelo Majorana
Angelo Majorana (Catania, 12 luglio 1910 – Catania, 7 gennaio 2007) è stato un neuropsichiatra e psicologo italiano.

## Biografia
Secondogenito di Dante e Sara Amato (1884–1968), fratello di Salvatore (1905–1990), Vittoria e Claudio, cugino di Ettore di cui era quattro anni più piccolo, appartenne alla famiglia dei Majorana Calatabiano. Nel 1919 la famiglia si trasferì a Roma: Majorana studiò medicina all'Università degli Studi di Roma "La Sapienza", frequentando la clinica medica diretta da Cesare Frugoni e seguendo le lezioni di psicologia di Ferruccio Banissoni e di Mario Ponzo e in particolare quelle di neuropsichiatria infantile di Sante De Sanctis; si laureò nel 1936. Due anni più tardi, nel 1938, divenne assistente presso l'istituto di farmacologia sperimentale diretto da Pietro Di Mattei, entrando poi all'ospedale psichiatrico di Santa Maria della Pietà dove conobbe Ugo Cerletti, con il quale si specializzò in neuropsichiatria.
Di orientamento liberale, con lo scoppio della seconda guerra mondiale passò due anni in Jugoslavia come ufficiale medico, tornando nel 1942 a Roma per coordinare il cosiddetto reparto di segregazione — che si occupava di casi neuropsichiatrici — dell'ospedale militare del Celio; lo svolgimento di tali incarichi gli valsero qualche anno più tardi il conferimento della croce al merito di guerra.
A Catania nel 1947 fondò, dirigendola per tutta la vita, la casa di cura "Villa L'Ulivo" per malattie nervose, che negli anni settanta assunse la denominazione attuale di "Carmide", nome ispirato dall'omonimo dialogo platonico. Nel 1949 tornò a Roma e riprese i contatti con l'istituto di psicologia di Ponzo, allora sede del comitato nazionale per il coordinamento dei metodi di ricerca in psichiatria e psicologia, del quale divenne segretario, effettuando ricerche sui ratti grazie alle precedenti esperienze di laboratorio. In quegli anni partecipò — in veste di rappresentante dell'Università degli Studi di Catania — ai gruppi di lavoro dell'istituto nazionale di psicologia del Consiglio Nazionale delle Ricerche. Nel 1952 divenne professore incaricato di psicologia alla facoltà di lettere e filosofia dell'Università di Catania, sostituendovi Fabio Metelli, il quale aveva insistito affinché Majorana prendesse il suo posto. Fondatore dell'istituto di psicologia universitario grazie ai finanziamenti del CNR, nel 1955 ottenne la libera docenza in clinica psichiatrica e fondò e diresse fino al 1985 la scuola magistrale ortofrenica regionale (SMOR) per la formazione degli insegnanti abilitati al recupero dell'handicap.
Nel 1956 coadiuvò Gastone Canziani nella fondazione della rivista scientifica Rassegna di psicologia generale e clinica e di cui diventò redattore capo; Majorana vedeva proprio nella branca clinica quel cambiamento necessario che faceva uscire la psicologia dal ristretto ambito sperimentale del laboratorio per estenderla a tutte le applicazioni concernenti il comportamento umano. Anche per via di questa visione, venne invitato da Agostino Gemelli al primo convegno di psicologia clinica che si tenne a Milano nello stesso anno.
Nel 1957 ottenne una borsa di studio della durata di sei mesi all'interno del programma Fulbright all'Università Columbia di New York, dove frequentò il laboratorio di psicologia della clinica psichiatrica. Nel 1958 l'Università di Catania gli affidò la libera docenza in psicologia. Con l'istituzione del primo corso di laurea in psicologia alla facoltà di magistero dell'Università La Sapienza di Roma, nel 1973 gli venne assegnata la cattedra di psicologia fisiologica. Nel 1977 venne richiamato dall'Università di Catania, che lo nominò professore ordinario di psicologia alla facoltà di scienze politiche — incarico che mantenne fino al pensionamento avvenuto nel 1985 — e di psicologia generale alla scuola di specializzazione in neurologia alla facoltà di medicina dello stesso ateneo.
Il funerale si è tenuto presso la cattedrale di Sant'Agata.

## Opere
- Angelo Majorana, Aree di comportamento scolastico e depistage, Catania, Niccolò Giannotta Editore, 1967.